# Pirjo Ruotsalainen
Pirjo Ruotsalainen, född den 24 november 1944 i Viborgs landskommun, är en finländsk orienterare som tog silver i stafett vid VM 1966.